# Антигуа и Барбуда на летних Олимпийских играх 2000
Антигуа и Барбуда принимали участие в Летних Олимпийских играх 2000 года в Сиднее (Австралия) в шестой раз за свою историю, но не завоевали ни одной медали. Сборную страны представляли 2 мужчин и 1 женщина.

## Результаты соревнований

### Лёгкая атлетика
Мужчины
Беговые дисциплины
| Дисциплина | Спортсмен    | Предварительный раунд | Предварительный раунд | Предварительный раунд | Четвертьфиналы       | Четвертьфиналы       | Четвертьфиналы       | Полуфиналы           | Полуфиналы           | Полуфиналы           | Финал                | Финал                |                      |
| Дисциплина | Спортсмен    | Забег                 | Время                 | Место                 | Забег                | Время                | Место                | Забег                | Время                | Место                | Время                | Место                |                      |
| ---------- | ------------ | --------------------- | --------------------- | --------------------- | -------------------- | -------------------- | -------------------- | -------------------- | -------------------- | -------------------- | -------------------- | -------------------- | -------------------- |
| 200 м      | Барнс Н’Коси | 9                     | 21,82                 | 8                     | Завершил выступление | Завершил выступление | Завершил выступление | Завершил выступление | Завершил выступление | Завершил выступление | Завершил выступление | Завершил выступление | Завершил выступление |

Женщины
Беговые дисциплины
| Дисциплина | Спортсменка  | Предварительный раунд | Предварительный раунд | Предварительный раунд | Четвертьфиналы        | Четвертьфиналы        | Четвертьфиналы        | Полуфиналы            | Полуфиналы            | Полуфиналы            | Финал                 | Финал                 |                       |
| Дисциплина | Спортсменка  | Забег                 | Время                 | Место                 | Забег                 | Время                 | Место                 | Забег                 | Время                 | Место                 | Время                 | Место                 |                       |
| ---------- | ------------ | --------------------- | --------------------- | --------------------- | --------------------- | --------------------- | --------------------- | --------------------- | --------------------- | --------------------- | --------------------- | --------------------- | --------------------- |
| 100 м      | Хизер Сэмюэл | 4                     | 11,62                 | 4                     | Завершила выступление | Завершила выступление | Завершила выступление | Завершила выступление | Завершила выступление | Завершила выступление | Завершила выступление | Завершила выступление | Завершила выступление |
| 200 м      | Хизер Сэмюэл | 5                     | 24,44                 | 8                     | Завершила выступление | Завершила выступление | Завершила выступление | Завершила выступление | Завершила выступление | Завершила выступление | Завершила выступление | Завершила выступление | Завершила выступление |

### Парусный спорт
Открытый класс
| Класс | Спортсмен   | Гонка | Гонка | Гонка | Гонка | Гонка | Гонка | Гонка | Гонка | Гонка | Гонка | Гонка | Очки | Место |
| Класс | Спортсмен   | 1     | 2     | 3     | 4     | 5     | 6     | 7     | 8     | 9     | 10    | 11    | Очки | Место |
| ----- | ----------- | ----- | ----- | ----- | ----- | ----- | ----- | ----- | ----- | ----- | ----- | ----- | ---- | ----- |
| Лазер | Карл Джеймс | 26    | 34    | 27    | 34    | 38    | 25    | 29    | 33    | 35    | 38    | 38    | 281  | 39    |